# Mohammad Younes Khalis
Mohammad Younes Khalis (vers 1919 - 19 juillet 2006) est un homme politique, un dignitaire religieux et un chef militaire afghan. Il fait partie des mollahs ultraorthodoxes. Lors de l'occupation de l'Afghanistan par les Soviétiques, il crée un puissant réseau de moudjahidines dans la région de Khyber. Une solide hostilité se noue alors avec le réseau de Gulbuddin Hekmatyar. Lors de l'occupation de l'Afghanistan par les États-Unis, il reprend la lutte contre la Coalition dans l'est du pays. En 2005, il s'allie avec les talibans et le mouvement de Gulbuddin Hekmatyar. Cette alliance constitue un important succès pour les Talibans qui peuvent ainsi rendre très aléatoire le passage de la passe de Khyber au ravitaillement de la Coalition.